# ГЕС Капічіра
ГЕС Капічіра – гідроелектростанція на півдні Малаві. Знаходячись після ГЕС Тедзані, становить нижній ступінь каскаду на річці Шире, котра дренує озеро Ньяса та впадає ліворуч в Замбезі.
Станцію спорудили в районі водоспаду Капічіра-Фоллс, котрий раніше носив назву Лівінгстон-Фоллс. Річку перекрили земляною та кам’яно-накидною греблею висотою 30 метрів та довжиною 830 метрів, на спорудження якої знадобилось 0,63 млн м3 матеріалу. Вона утворила водосховище з об’ємом 9 млн м3  (корисний об’єм 3,5 млн м3). 
Від сховища через лівобережний масив прокладено дериваційний тунель довжиною 550 метрів та діаметром 8,8 метра, який після підземної розширювальної камери висотою 20 метрів та діаметром 25 метрів переходить у так само підземний водовід довжиною 77 метрів та діаметром 7,8 метра (загальний обсяг підземної вибірки порід на спорудження ГЕС склав 51,5 тис м3). 
Машинний зал обладнаний чотирма турбінами типу Френсіс (дві встановлені у 2000 році, а ще дві у 2013-му) потужністю по 32 МВт, що працюють при напорі у 54 метри. Відпрацьована вода повертається у річку по відвідному каналу довжиною 320 метрів та шириною 15 метрів.